# Medančići
Medančići is een plaats in de gemeente Barban in de Kroatische provincie Istrië. De plaats telt 22 inwoners (2001).